# Junior Daugherty
Junior Daugherty, Forrest Daugherty pour l'état-civil, né le 18 juillet 1930 et mort le 8 mars 2023, est un violoneux, un auteur-compositeur-interprète américain, né à Alamogordo, au Nouveau-Mexique. Trente cinq ans de tournées et d'enseignement de la musique, et sa présence en tant que compétiteur ou que juge dans des concours de violon, l'ont conduit à donner des représentations depuis les festivals de Poésie de cowboy jusqu'au Carnegie Hall, ou à l'université du Maryland, en 1987, à l'occasion du premier Congrès du Violon Américain (American Violin Congress), avec Yehudi Menuhin.
La virtuosité de Junior Daugherty sur un violon en fait, à tout effet, l'un des violonistes les plus respectés aux États-Unis et à l'étranger, mais il a toujours voulu insérer sa musique dans une perspective traditionnelle, et se défend, par exemple, de savoir lire la musique.

## Biographie
Junior Daugherty vint au monde le 18 juillet 1930 à Alamogordo, dans le Comté d’Otero, au Nouveau-Mexique, et bien qu’il fût prénommé Forrest, personne, pas même dans sa famille ne l’a jamais appelé ainsi. Ses deux parents jouaient chacun d'un instrument de musique. Son père était un « violoneux en sol », c’est-à-dire un violoniste qui ne connaît qu’une ou deux gammes, et qui jouait pour faire danser les gens. Il fut surtout influencé par son grand-père Jasper Newton Daugherty, un forgeron qui était aussi luthier à ses heures, qui lui fit cadeau d’un violon de sa fabrication à l’âge de un an, et qui était un « violoneux de pont » (breakdown fiddler). Son oncle Jason était aussi violoneux mais jouait surtout des valses et des rags.
À l’âge de sept ou huit ans, il apprit à jouer de la guitare et fut bientôt en mesure d’accompagner son grand-père et son oncle dans les bals où ils jouaient. Il se mit sérieusement à jouer du violon vers l’âge de seize ans. Il fit une période dans la Navy, puis fut embauché à temps partiel au Centre de lancement de White Sands en tant que technicien en électronique. Il employait le reste de son temps en poursuivant ses études d’ingénieur électricien et jouait du violon seulement le weekend.
Un grave accident de voiture, survenu alors qu’il n’avait que 32 ans,le rendit inapte au poste qu’il occupait au Centre de lancement ; mais il pouvait toujours jouer du violon, et découvrit qu’il pouvait vivre en jouant dans des orchestres de bal pendant les mois d'hiver, tout en se produisant à des concerts de violon pendant les mois d’été : ces spectacles établirent sa réputation.
En 1975, il réalisa avec l’aide de sa fille Tammy Daugherty, qui était née en 1962, plusieurs enregistrements pour les collections de James B. Wright, un musicologue de l'université du Nouveau-Mexique.
En 1985, il participa avec Johnny Gimble, à l'une des émissions de la série "The Down home Recordings" réalisées par Aly Bain (en) pour la BBC.
En 1986, il se produisit au Clearwater's Hudson River Festival (en) qui avait été créé par Pete Seeger et ses amis à Croton Point (en) Park de Croton-on-Hudson.
En 1986, il se rendit à Hawaï afin de participer au tournage d'un documentaire consacré au violoniste Hawaïen Eddie Kami'a. Il y vécut jusqu'en 1990, où il se rendit dans l'Illinois, rendre visite à l'une de ses filles qui s'y était installée. Il y rencontra Judy, sa seconde épouse, et s'installa dans une ferme près de Blackstone (en) dans le Comté de Livingston.
En 2011, il a participé à l'animation, du 25 juin 2011 au 2 juillet 2001 à la « semaine de la musique western et swing », organisée par Jay Ungar et Molly Mason à l'Ashokan Center (en).